# Cohicaleyrodes padminiae
Cohicaleyrodes padminiae is een halfvleugelig insect uit de familie witte vliegen (Aleyrodidae), onderfamilie Aleyrodinae.
De wetenschappelijke naam van deze soort is voor het eerst geldig gepubliceerd door Phillips & Jesudasan in David, Jesudasan & Phillips in 2006.